# 프랜시스 빈 코베인
프랜시스 빈 코베인(영어: Frances Bean Cobain, 1992년 8월 18일 ~ )은 미국의 시각 예술가, 모델이다. 너바나의 보컬이자 프론트맨 커트 코베인과 밴드 홀의 보컬이자 프론트우먼인 코트니 러브의 외동딸이다.

## 어린 시절
프렌시스 빈 코베인은 1992년 8월 18일 캘리포니아주 로스앤젤레스 시다스시나이 메디컬 센터에서 태어났다. 이름은 스코틀랜드 인디 팝 듀오 더 바셀린즈의 기타리스트 프랜시스 맥키에서 가져왔다. 그녀의 미들 네임은 빈(Bean)인데, 코베인이 초음파 검사를 볼 당시 그녀가 강낭콩처럼 생겨 지어주었다.
커트 코베인은 딸을 임신했을 당시 주변 사람들로부터 낙태를 권유받았다. 이는 코베인 자신과 부인인 코트니 러브의 마약복용으로 인해 기형아로 태어나는 것을 염려했기 때문이었다. 그러나 딸을 지극히 사랑했던 커트 코베인은 딸을 출산하기로 마음 먹었고, 다행히도 프랜시스 빈 코베인은 신체의 별 다른 이상 없이 정상적으로 출생하였다. 대중들에게 딸의 존재가 각인된 것은 1993년 9월 2일, 너바나가 MTV 비디오 뮤직 어워드에 참석했을 때 커트 코베인이 코트니 러브와 함께 딸을 대동하고 등장했을 때였다.
1994년 4월 1일, 프랜시스 빈 코베인은 어머니 코트니 러브와 함께 아버지가 입원해있는 재활병원을 찾아 면회했다. 커트 코베인은 허락된 오후 면회 시간동안 딸과 함께 놀아주며 보냈고, 일주일 뒤 커트 코베인이 시애틀 자택에서 자살로 생을 마감하면서 이는 부녀의 생전 마지막 만남이 되었다. 부친이 사망한 뒤 프랜시스 코베인은 어머니 코트니 러브와 친할머니, 고모와 함께 자랐다. 그녀는 유년시절을 로스앤젤레스와 시애틀에서 보내며 성장했다. 2003년 10월, 모친 코트니 러브가 마약 복용 혐의로 체포되면서 양육권을 상실하자, 친할머니와 고모에게 맡겨져 성장했다. 코트니 러브는 석방된 해인 2005년, 양육권을 되찾았다.